# スラフコ・オバドフ
スラフコ・オバドフ（Slavko Obadov 1948年7月12日 - ）は、旧ユーゴスラビアのベオグラード・ゼムン出身の柔道選手。階級は中量級。身長180cm。

## 人物
1968年のヨーロッパジュニア軽中量級で3位になると、翌年には優勝を飾った。世界選手権でも7位となった。1974年のブルガリア国際では中量級で優勝すると、無差別でも2位に入った。1976年モントリオールオリンピックでは銅メダルを獲得した。1979年のヨーロッパ選手権86kg級で2位になると、地中海競技大会では優勝を果たした。

## 主な戦績
軽中量級での戦績
- 1968年 - ヨーロッパジュニア　3位
- 1969年 - ヨーロッパジュニア　優勝
- 1969年 - 世界選手権　7位

中量級での戦績
- 1974年 - ブルガリア国際　中量級　優勝　無差別　2位
- 1976年 - モントリオールオリンピック　3位

86kg級での戦績
- 1979年 - ヨーロッパ選手権　2位
- 1979年 - 地中海競技大会　優勝